# Jeroen Duyster
Jeroen Duyster, född den 27 augusti 1966 i Amsterdam i Nederländerna, är en nederländsk roddare.
Han tog OS-guld i åtta med styrman i samband med de olympiska roddtävlingarna 1996 i Atlanta.